# 文武聖殿站
文武聖殿站位於高雄市鼓山區，為高雄捷運環狀輕軌的捷運車站。車站編號為C16。

## 歷史
高雄市政府捷運工程局舉行C15-C37車站徵名活動，公告結果為「文武聖殿站」。
2021年1月12日，隨著環狀輕軌第二階段「C14哈瑪星–C17鼓山區公所」通車啟用。
因應高雄輕軌成圓，於2024年1月1日至2月25日前進行全線通車試營運，以作為後續正式營運後參考。

## 車站概要
站區位於大公路與鼓山一路口。車站構造為側式月台兩座。

### 月台配置
| 地面               |                                    |
| 側式月台，右側開門 |                                    |
|                    | ← 環狀輕軌順行方向（鼓山區公所站） |
|                    | 環狀輕軌逆行方向（壽山公園站）→    |
| 側式月台，右側開門 |                                    |
| 出入口             | 連通道                             |

## 外部連結
- 文武聖殿站（高雄捷運公司） （页面存档备份，存于）